# Élections constituantes de 1946 dans les Établissements français d'Océanie
Les élections constituantes françaises de 1946 se tiennent le 2 juin. Ce sont les deuxièmes élections constituantes, après le rejet du projet de Constitution française du 19 avril 1946 lors du référendum du 5 mai.

## Mode de scrutin
L'assemblée constituante est composée de 586 sièges pourvus pour la plupart au scrutin proportionnel plurinominal suivant la règle de la plus forte moyenne dans chaque département, sans panachage ni vote préférentiel.
Dans la colonie des Établissements français de l'Océanie, un député est à élire, selon le système uninominal majoritaire à deux tours.

## Élus
| Député sortant  | Parti | Parti | Député élu ou réélu | Parti | Parti |
| --------------- | ----- | ----- | ------------------- | ----- | ----- |
| Charles Vernier |       | UDSR  | Georges Ahnne       |       | UDSR  |

## Résultats
Les 3 766 voix (27,80%) portées sur le nom de Pouvanaa Oopa sont déclarées irrecevable, le candidat étant considéré comme inéligible.
|          | RGR-UDSR | Georges Ahnne    | 6 273  | 62,56  |  |  |
|          |          | Georges Bernière | 3 232  | 32,23  |  |  |
|          | app PCF  | Étienne Davio    | 523    | 5,22   |  |  |
|          |          |                  |        |        |  |  |
| Inscrits | Inscrits | Inscrits         | 19 934 | 100,00 |  |  |
| Votants  | Votants  | Votants          | 14 172 | 71,10  |  |  |
| Exprimés | Exprimés | Exprimés         | 10 028 | 70,76  |  |  |